# Мира Алфаса
Мира Алфаса (Mirra Alfassa), по-късно Мира Морисе и Мира Ришар (21 февруари, 1878 г. – 17 ноември, 1973 г.), също позната като Майката и духовен сътрудник на Шри Ауробиндо.
Родена в Париж от баща с турски произход и майка египтянка. Първата ѝ среща с Шри Ауробиндо се осъществява на 29 март 1914 г. в Пондичери, по повод на нейното сътрудничество за редактирането на месечното философско печатно издание Ариа, издавано от Шри Ауробиндо. Поради избухването на Първата световна война, се налага тя да напусне Пондичери, и в продължение на няколко години живее в Япония, където се запознава с поета Рабиндранат Тагор. По-късно се завръща в Пондичери и се установява там окончателно през 1920 г. След 24 ноември 1926 г., когато Шри Ауробиндо се оттегля в уединение, се обособява ашрам с неговото име (Ашрам Шри Ауробиндо), заедно с шепа последователи в близост до Учителя. По преценка на Шри Ауробиндо тя поема ръководната роля на общността и остава на тази позиция до края на земните си дни.
Преживяванията от последните тридесет години от живота на Алфаса са описани в поредица от 13 тома (Mother's Agenda). Шри Ауробиндо я разглежда като индивидуално проявление в човешко тяло (инкарнация) на Божествената Майка, ето защо я наричат „Майката“. Божествената Майка е женският аспект (Творческата Енергия) на Божественото Съзнание и дух. Съществуват различни разкази за живота на Алфаса. Тя е първият човек дошъл от Запад и признат на Изток за индийски гуру (духовен учител). Алфаса няма написани обширни и систематични разкази за живота си. Въпреки това, много биографични данни са разпръснати в кореспонденцията ѝ и в разговорите с последователи, както и в публикации на Ашрама.

## Ранен период
Мира Алфаса е родена в Париж през 1878 г., с баща – турски евреин (Морис, банкер, от Одрин) и египетска еврейка, майка Матилда Исмалун. Има по-голям брат на име Матео. Семейството мигрира във Франция година преди тя да се роди.
Алфаса разказва за свои преживявания от детството си в Париж. Казва, че когато е била на пет години е осъзнала, че не принадлежи към този свят и нейната духовна дисциплина (sadhana) започнала тогава. Твърди, че е изпадала в транс и в пълно блаженство понякога седейки на детския си стол по време на хранене, което раздразнената ѝ майка възприемала много неловко.
Между единадесет и тринадесет годишна възраст, тя твърди, че поредица от изживявания ѝ разкриват съществуването на Бог, и възможността на човек да се обедини с Него. На 12 години, тя вече практикува окултизъм и пътува извън тялото.
Едно от нейните преживявания, на тринайсет годишна възраст, повтарящо се в рамките на почти една година, е че всяка нощ тя излизала от тялото си и се извисявала над целия град.
„Виждала съм се обвита във величествена златна роба...и с изкачването ми нагоре, робата се разтегляше...до формата на нещо като необятно покривало над града. И тогава виждах мъже, жени, деца.. идвайки от всички посоки; да се събират под разгънатата роба, молейки за помощ, споделяйки своите страдания... В отговор, робата... се удължаваше към всеки един от тях индивидуално, и в момента в който те я докоснеха, ставаха ободрени и излекувани, и се прибираха обратно в телата си по-щастливи и по-силни...Нищо не изглеждаше по-красиво от това, за мен....и всички действия през деня изглеждаха скучни и безцветни...в сравнение с действията през нощта...“
На 14-годишна възраст, Алфаса е изпратена да учи в студио по изкуствата, след година тя пише есе, мистична монография с името „Пътят след Това“ (Alfassa, 1893 г.). През 1893 г. тя пътува с майка си до Италия. По време на посещението им в Двореца на дожите във Венеция, тя твърди, че е извикала сцена от предишен живот, в която бива удушена и захвърлена в канала. (По-късно, в Аджендата, тя ще опише и други инкарнации, но тя определя тези минали животи като еманации.) Вече на 16, тя постъпва в Школата по изящни изкуства École des Beaux-Arts, където придобива псевдонима „Сфинксът“, и участва в изложби в Парижкия Салон.
През 1897 г. Мира се омъжва за Хенри Мориссе и става част от артистичните кръгове на Париж, в приятелски отношения с Огюст Роден и Моне.
Алфаса твърди, че между деветнадесетата и двадесетата си годишнина е постигнала съзнателно и постоянно единство с Божествения Дух, без помощта на книги или духовни учители. Скоро след това, тя открива учението на Свами Вивекананда – Раджа Йога, което ѝ дава възможност за по-нататъшен бърз прогрес. Тя разказва, че година или две след това, в Париж, тя среща един индус, който я съветва да прочете Бхагавад Гита, разбирайки образа на Кришна като символ на душата или присъщата Божественост. Тя се снабдява с френски превод, описан от нея като доста долнокачествен, но който все пак ѝ позволява да разбере същината.
През 1898 г. на Мира и Морисе им се ражда син, Андре.
През 1908 г. Алфаса се развежда с Морисе и се премества на ул. Де Левис 49, Париж.
По това време Алфаса провежда редовни срещи със студенти и търсачи, привлечени от физическите феномени и мистицизма. През 1906 г., заедно с брат си Матео, създават групата l'Idée Nouvelle („Новата Идея“). Книгата ѝ „Думи от много отдавна“ (том 2) е разказ на една от тези срещи, включително и разговори от друга група, която тя основава по същото време. Александра Дейвид-Нийл, член на групата, разказва за Мира Алфаса: „Прекарвахме удивителни вечери, заедно, с приятели, вярвайки в едно велико бъдеще. Понякога ходехме в градината и наблюдавахме скакалците, които като старомодни самолети излитаха. Спомням си нейната елегантност, умения, и интелект, издържан с мистични тенденции. Въпреки нейната голяма любов и добрина, въпреки присъщото ѝ спокойствие и умението да прави така, че да бъде забравена след постигането на някое възвишено и благородно дело, тя не можеше да скрие удивителната сила, която пробиваше отвъд съществото ѝ“.
През 1912 г. Мира организира група от около 20 души, наречена „Космично“, която има за цел да постигне себе-познание. И въпреки че още не е познавала Шри Ауробиндо, някои от идеите ѝ са паралелни с неговите. По-късно са включени в малка книжка под името „Разговори“.
През 1910 г. се случва нещо, което тя нарича „връщане на съзнанието“ чрез което тя освобождава Божествената Воля в самия център на съществото ѝ, и оттогава нататък вече не съществува мотивацията ѝ от лично желание, а само желанието за работа по Божията Воля.
По това време се омъжва за Пол Ришар, който вече е пътувал до Индия за изборите на Френския Сенат във френската колония Пондичери. Там той се запознава с Шри Ауробиндо и това е времето, когато вероятно за първи път той узнава за Мира и нейната група. Ришар информира Мира за съществуването на Шри Ауробиндо и ето тук започва материална и духовна кореспонденция между тях.
През 1912 г. пише своите Молитви и медитации, чийто текст ще бъде включен по-късно като част от Избрани творби.

## Срещи с Шри Ауробиндо
На 7 март 1914 г. Мира и Пол отпътуват с параход за Индия. След около три седмици пристигат в Пондичери. По-късно тя разказва, че когато вижда Шри Ауробиндо за първи път, веднага узнала в него оногова, с когото се срещала в сънищата си и била нарекла „Кришна“. На следващия ден написала в бележника си: „Няма значение дали са сто съществата, потопени в най-плътното невежество. Този, когото видяхме вчера, е на земята; неговото присъствие е достатъчно да докаже, че ще дойде ден, когато тъмнината ще бъде трансформирана в светлина, и тогава Твоето царство ще бъде основано на земята“.
Години преди Шри Ауробиндо да се срещне с Мира и Пол, той се отказва от революционните си действия за Независимост на Индия от Британско владичество, и се премества в Пондичери, за да работи върху духовната трансформация на човечеството и живота на земята.
Алфаса разказва, че когато среща за първи път Шри Ауробиндо, забелязва, че мислите ѝ непрестанно бягат и умът утихва, и тишината започва да натрупва сила. През 1958 г. в Аджендата (том 2, стр. 163 – 164) тя пише за двете си преживявания, съзнанието в психическите дълбини на съществото, осъзнато през 1910 г., и изтънчената тишина-връзка с Божественото, осъзната на първата среща с Шри Ауробиндо.
Мира и Пол остават в Пондичери до февруари 1915 г., и се налага да се завърнат в Париж заради избухването на Първата световна война. Остават една година във Франция, преди да заминат за Япония, където прекарват четири години, първо в Токио (1916 – 1917) и след това в Киото (1917 – 1920). Придружени са от Дороти Ходжсън, приятелка на Мира, която определя Алфаса като своя духовна учителка.
По врема на престоя си, Мира възприема много добре японския начин на живот, маниеризъм и начин на обличане, посещава много будистки храмове и свещени места. Години по-късно, японска приятелка от обкръжението ѝ си спомня: „Тя дойде тук, за да се научи на японски и за да бъде една от нас. А ние имахме толкова много да учим от нея, от чара ѝ и от непредсказуемостта ѝ“ (Мадам Кобайяши, 1978 г.).
През 1919 г. Алфаса се запознава с Рабиндранат Тагор, настанен в същия хотел. Групова фотография, на която са и двамата, се намира в колекция на музея „Рабиндра“. Тагор ѝ прави подарък, пишещата си машина. По-късно, тя я подарява на Притвиндра Мукхириджи, в средата на 50-те години, за да „пише хубави поеми“; машината все още се намира в ашрама на Шри Ауробиндо.
След години (през 1956 г.), тя описва също срещата си със сина на Лев Толстой, по време на престоя си в Япония.
На 24 април 1920 г. Мира и Пол се зъвръщат в Пондичери от Япония, заедно с Дороти Ходжсън. Ришар остава само няколко месеца, след което прекарва няколко години в пътешестване из Северна Индия, и поема духовния път на санясин (Дас 1978 г., стр. 209; Майката). Дороти Ходжсън по това време получава името Датта („Осветена“) и е една от най-ранните последователки от западен произход, дори преди основаването на ашрама през 1926 г.
През 1921 г., когато Шри Ауробиндо казва, че са свалили Свръх-разума долу до Виталния план, Мира изглежда (според очевидци) на 18 или 20-годишна възраст. Но тези промени се изгубват, когато Свръх-разума е свален за работа с трансформацията на Подсъзнанието.
През януари 1922 г., Алфаса е наречена ‘Майката’ от Нолини и други последователи, и започват редовни вечерни сбирки, с разговори и групови медитации. С пристигането на все повече ученици, Алфаса организира построяването на онова, което по-късно ще стане ашрам, по желание на духовните аспиранти.

## Майката на Ашрама
На 24 ноември 1926 г. (Siddhi Day), Шри Ауробиндо съобщава за важно събитие, в което осъществява Надменталния план (Overmind) и сваля на Земята Надменталното Кришна-Съзнание (Дас, 1978 стр. 233).
Този ден е и официалното основаване на Ашрам Шри Ауробиндо.
По това време в него има не повече от 24 ученици (духовни аспиранти). Същата година, през декември, Шри Ауробиндо решава да се оттегли от публичното поле, и поставя задачата за ръководство на ашрама на своята сътрудничка Мира Алфаса, оттогава насам позната като Майката.
Алфаса разказва, че Шри Ауробиндо не се е консултирал, нито я е информирал за намерението си да я направи отговорна за ашрама. Тя чува новината за пръв път заедно с учениците (Кармайоги, без дата).
Шри Ауробиндо определя Алфаса като аватар (въплъщение) на най-висшата Шакти. През 1927 г. той написва: „Тази, която ние боготворим като Майка, е божествената Осъзната Сила, която управлява всички съществувания, единствена и все пак многостранна, за да може да бъде проследено движението ѝ, което е невъзможно дори за най-бързия ум или най-свободния и всестранен интелект“ (Майката, стр. 19).
В писмата и инструкциите си към учениците, Шри Ауробиндо учи на духовно отдаване чрез преданост към Майката; една форма на Бхакти Йога.
В ранните години, Алфаса всяка сутрин излиза на терасата на ашрама и дава своята благословия за деня. Отговорниците на различните департаменти се събират, за да се срещнат с нея и да получат поръчения и благословия. Отново в 10 часа сутринта, тя се среща с всеки аспирант индивидуално. И още веднъж в 5:30ч. след обяд, ръководи медитация и се среща с всеки аспирант по още веднъж.
През 1938 г. Маргарет Уудроу Уилсън, дъщеря на американския президент Уудроу Уилсън, идва в Ашрама и решава да остане там до края на живота си.
Хенри Форд също чува за Алфаса и иска да се срещне с нея. Във вечерта на неговото заминаване избухва Втората световна война и предотвратява пристигането му в Индия.
По време на войната, Шри Ауробиндо и Алфаса заявяват, че ако нацистите победят, това ще доведе до духовна катастрофа и отявлено участват в световната история, променяйки насоката на Втората Световна Война, работейки на фините нива (Пурани 1982 стр. 746, Реди 2000, Жорж Ван Фрекем 2001).
Чрез писма Алфаса остава в контакт със сина си Андре Морисе, от момента в който тя тръгва за Япония. Интересът му към нейната работа в ашрама нараства, но все още е възпрепятстван от избухването на войната. През 1949 г. най-накрая пристига в Пондичери.
Първото издание на Бюлетина за физическо възпитание се публикува през 1949 г. През 1951 г. (година след смъртта на Шри Ауробиндо), Алфаса основава „Международен Образователен Център – Шри Ауробиндо“: за децата, дошли в ашрама с родителите си по време на Втората световна война. Тогавашният министър-председател Джавахарлал Неру направи каквото можа и конкретизира признателността си към усилията на Алфаса върху реализацията на този проект.
Тя определя цветята от духовна важност и значение и дава имена на 800 разновидности, според духовното качество, което изразяват (Цветята и техните послания, Цветята и тяхното духовно значение).
Сатпрем (последовател, написал много книги за Шри Ауробиндо и Майката), при посещенията си при Майката е получавал като благословия различни цветя, всяко от които определящо, според духовното качество.

## Физическа трансформация
През 1950 г. Шри Ауробиндо напуска тялото си. Във връзка с неговата смърт, Алфаса разказва как седейки до леглото му „и – съвсем действително – сгъстявайки се, много силното чувство като да стане едно нещо, което да бъде видяно – всичката тази супраментална сила, която беше в неговото тяло, излезе и влезе в моето“.
След смъртта на Шри Ауробиндо, Алфаса изцяло се заема с обещанието си към Шри Ауробиндо за физическа трансформация.
На 29 февруари 1956 г. тя провъзгласява случилото се с нея преживяване, в което тя приема формата на необятно космическо златно тяло и с огромен чук разбива Златните врати (Golden lid, за който се говори още от индийските свещени писания Ведите), които разделят Вселената от Божественото, нисшата от висшата полусфера, позволявайки на Супраменталната сила да нахлуе към Земята. И на 24 април тя съобщава „Реализацията на Супраментала на земята вече не е обещание, а жив факт“.
От 1960 г. до нейната смърт през 1973 г. Алфаса се среща почти ежеседмично с един от най-доверените си следовници, Сатпрем. По време на тези срещи те дискутират нейния прогрес във физическата трансформация, нейното влияние върху световните събития, новите дела на супраменталното съзнание в света, нейните по-ранни преживявания, както и духовните ѝ преживявания, промените и одухотворяването на функциите на физическото ѝ тяло, нейните видения за новата раса и много други теми.
Тези разговори са били записани на магнетофон и са публикувани на френски, английски, немски и руски в 13 тома под името Аджендата на Майката (Mother's Agenda).
През 1961 г., приятел на Джон Ф. Кенеди проявява интерес към Алфаса и изследва в дълбини философията и йогата на Шри Ауробиндо. Той се среща с Алфаса и пита какви са външните признаци, по които би могло да се разпознае наличието на Супраментално съзнание в човека. Алфаса обяснява, че условията, които биха разкрили наличието на Супраменталното съзнание, са три, от които равенство е най-значимото. Посетителят ангажира среща на Кенеди, да се срещне с Алфаса, но срещата не се осъществява.
През 1962 г., на 84 години е принудена да прекрати редовните физически контакти с ученици, поради заболяване (Аджендата на Майката, том 3), въпреки това продължава да дава Даршани четири пъти в годината, на които стотици-хиляди последователи получават нейната Благословия. Но тя продължава своята вътрешна работа и грижа за трансформацията на физическото и клетъчно съзнание.
По-късно тя се среща с други известни личности, включително краля на Непал и духовният лидер на Тибет, Далай Лама, който се допитва до нея за съдбата на Тибет. Отговорът на Алфаса е утвърдителен, че Тибет един ден ще бъде свободен от Китайската власт (Кармайоги, без дата).
Едновременно с работата си по вътрешната трансформация, тя работи и на външен план. През 1956 г. основава клон на ашрама в Делхи и заедно със Сурендранат Джаухар създават Международно Училище. През 1967 г. е съставен план за създаването на универсален град за духовни търсачи, с името Омпури в щата Гуджарат в Индия. Проектът не се осъществява.
Но Алфаса работи усилено с архитекта Роже Анже върху проекта за Ауровил, който е тържествено основан през 1968 г. в присъствието на представители на 124 нации и с подкрепата на ЮНЕСКО.
Мира Алфаса умира на 17 ноември 1973 г.

## Ауровил
Мечта на Мира Алфаса е да създаде място, където човечеството да търси Божественото без притесненията за храна и подслон. Алфаса иска място, където „нормални хора“ от целия свят биха могли да живеят заедно в прогресираща хармония, място, където хората да могат да търсят духовност и да я носят по света.
Тя нарича това място Ауровил или Градът на Зората.
Там живеят около 2000 души.
Градът е разделен на няколко зони. Материалното изражение на Душата на Ауровил е Матримандир (буквално, „Обител на Майката“). С футуристична конструкция, златната Сфера украсява центъра на града. В средата на Сферата има зала от бял мрамор. В центъра на тази зала лежи 70 сантиметрова кристална топка върху златно възвишение, а от отвор на тавана се спуска сноп от слънчева светлина, насочен към кълбото – като „символ на бъдещо осъществяване и реализация на Божественото Съзнание“.
На 28 февруари 1968 г., на церемонията по основаването на Ауровил присъстват делегати от 124 държави (всички независими държави по това време), които полагат по шепа пръст в урна с формата на лотос в центъра на бъдещия град – като символ на единение между хора и народи.

## Изтъкнати последователи
Алфаса не споменава никакви имена за заместници. След смъртта ѝ, различни последователи работят в различни насоки по трансформация.
- Рууд Лохман, холандски теолог, който отива в Ауровил през 1971 г. Развива теология относно символизма на Матримандир, според която Матримандир е тялото на Майката, четирите колони символизират четирите аспекта на Божествената Майка (Махакали, Махалакшми, Махасарасвати и Махешвари) както са описани от Шри Ауробиндо, а Матримандир като цялостен организъм, не фокусиран само за Ауровил е „първата клетка от тялото на Майка Земя, която предлага себе си за трансформация“.
- Павитра, който се присъединява към Ашрама през 1925 г., може да се определи като най-стария от френските ученици в ашрама, работил в близост до Алфаса и Шри Ауробиндо в продължение на много години.
- Сатпрем е френски ученик, най-близкият довереник на Алфаса. Неговите интервюта и разговори с Алфаса са публикувани като Аджендата на Майката (Mother's Agenda) – 13 тома с нейния експеримент на физическа трансформация. В последващи свои книги, той пише за важността на делото на Шри Ауробиндо и Майката за еволюцията на Земята. Неговият личен път и опитност е публикуван в поредицата „Записки на един апокалипсис“ („Carnets d'une Apocalypse“)
- Киран Виас, автор на Аюрведа, както и практикуващ, установява френската Тапован Йога, както и Център за Аюрведически масаж. Също така, член на Международното Общество за Образование чрез Изкуство и консултант за ЮНЕСКО.